# مجتبی طالقانی
مجتبی طالقانی فعال سیاسی و عضو سابق سازمان مجاهدین خلق بود که بعد از تغییر ایدئولوژی این سازمان طی نامه به پدرش سید محمود طالقانی مارکسیست بودن خود را اعلام کرد.

## زندگی‌نامه
مجتبی طالقانی فرزند سید محمود طالقانی و بتول علائی فرد در تهران به دنیا آمد. او تحصیلات خود را در دبیرستان علوی و بعدها در مدرسه کمال زیر نظر یدالله سحابی تا سال پنجم دبیرستان گذراند.

## فعالیت‌های سیاسی
مجتبی طالقانی از فعالان و اعضای سازمان مجاهدین خلق بود. او پس از تغییر ایدئولوژیک در این سازمان از حامیان جناح مارکسیست محسوب شده و طی نامه ای به پدرش خود را مارکسیست و مارکسیسم را علم مبارزه معرفی کرد. او همچنین احکام ترور صادر شده توسط تقی شهرام را امری نادرست و خیانت اعلام کرده بود.
او به دنبال هجوم ساواک برای دستگیر اش در سال ۱۳۵۲ به قم و سپس همراه با ابو شریف به پاکستان و از آنجا به عراق رفت. بعد از مدتی حضور در عراق به لبنان رفته و به جنبش فتح ملحق شد و با یاسر عرفات و گروه او ملحق شد. مجتبی طالقانی مسئول دفتر سازمان مجاهدین در لیبی محسوب می‌شد.
با آغاز جنگ ظفار به عمان رفته و مدتی در رادیوی مربوط به جناح چپ سازمان مجاهدین فعالیت کرده و بعد از پایان جنگ ظفار به پاریس نقل مکان می‌نماید.

## نامه مجتبی طالقانی به پدرش
در سال ۱۳۵۵ مجتبی طالقانی به دنبال غلبه جناح مارکسیست سازمان مجاهدین موضع خود را به عنوان یک مارکسیست طی نامه ای به پدرش اعلامی می‌کند:
«پدر عزیز! امیدوارم خوب و سالم باشی. حدود دو سال است که تماسی با هم نداشته‌ایم. طبیعتاً چندان هم از وضعیت هم خبر نداریم؛ شما هم حتماً در این مورد که بالاخره کار من به کجا رسید و در چه شرایطی به سر می‌برم ابهامات زیادی دارید. در این‌جا سعی من این است که ذهن آموزگار هم‌رزمی را که مدت‌ها با یکدیگر در یک سنگر علیه امپریالیسم و ارتجاع مبارزه کرده‌ایم نسبت به پروسهٔ حرکت و وضع مبارزاتی‌ام روشن کنم. جریاناتی که در سازمان (مجاهدین خلق) پیش آمد یعنی تحولات ایدئولوژیک، بازتاب وسیعی در جامعه داشته که حتماً شما هم در جریان آن بوده‌اید.»
 … جست و گریخته با مارکسیسم آشنا می‌شدم و مهم‌ترین نتیجه این آشنایی مقدماتی این بود که آن خوف و هراسی که از تمام جهات از مارکسیسم به من تلقین شده بود نه تنها از بین رفت بلکه حتی به سمت آن گرایش‌هایی نیز پیدا کردم. در این شرایط، آغاز جنبش مسلحانه و ظهور سازمان (مجاهدین خلق) باعث پیدایش نقطه عطفی در جریان فکری افرادی مانند من شد. طبیعتاً مرا به سوی خود می‌کشاند زیرا این ایدئولوژی هم قسمت‌هایی از اسلام و هم مذهب انقلابی را تواماً ترویج می‌کرد و این برای من کاملاً ایده‌آل بودند لذا این ایدئولوژی بلافاصله برای من به صورت اصلی قبول شده درآمد. مخصوصاً وقتی می‌دیدم که انقلابیونی با عمل انقلابی خود، صداقت و پای بندی خود را به این اصول، ثابت کردند و در عین حال توانسته بودند این تناقض را به صورتی حل کنند، در موضوع خود استوارتر شده و اطمینان بیشتری پیدا کردم … و لیکن مذهب به هیچ وجه و واقعاً به هیچ وجه نمی‌توانست کوچک‌ترین مسئله سیاسی استراتژیک و ایدئولوژیک مرا حل کند، بلکه به واسطه نقطه ایده‌آلیستی آن شدیداً استنباطات ما را از پراتیک مبارزاتی خودمان، از واقعیت‌هایی که در جهان جاری است و از مبارزات خلق‌ها به انحراف می‌کشاند! مسئله اصلی حل مشکل جنبش و از بین بردن موانعی است که در مقابل آن قرار دارد و این چیزی است که تنها با برخورد صادقانه با جهان و قوانین تحول جامعه و تاریخ و غیره به دست می‌آید یعنی همان چیزی که مارکسیسم کشف کرده‌است!
... اما برای سازماندهی طبقه کارگر باید اسلام را کنار بگذاریم چون مذهب پویای اصلی تاریخ، مبارزه طبقاتی را قبول ندارد، البته اسلام می‌تواند یک نقش مترقی به ویژه در بسیج طبقه روشنفکر علیه امپریالیسم ایفا کند، اما این تنها مارکسیسم است که تحلیل‌هایی عملی از جامعه به دست می‌دهد و متوجه طبقات استثمار شده و رهایی آنهاست. من پیش از این فکر می‌کردم آنهایی که اعتقاد به ماتریالیسم تاریخی دارند به دلیل این که به معاد و زندگی پس از مرگ ایمان ندارند نمی‌توانند فداکاری‌های بزرگی نمایند، ولی اکنون می‌دانم بزرگ‌ترین و متعالی‌ترین فداکاری ای که شخص می‌تواند انجام دهد مرگ در راه آزادی طبقه کارگر است .

## فعالیت‌های بعد از انقلاب و دستگیری
او بعد از انقلاب فعالیت‌های سیاسی خود را به عنوان یک عضو یا هوادار احزاب و گروه‌ها کنار می‌گذارد و صرفاً به عنوان عضو دفتر آیت الله طالقانی فعالیت می‌کرد.
مجتبی طالقانی در دهم اردیبهشت ۱۳۵۸ به همراه برادرش ابوالحسن طالقانی به دستور محمد بشارتی مسئول اطلاعات و تحقیقات سپاه و با همکاری محمد غرضی مسئول عملیات سپاه، پس از بازگشت از سفارت فلسطین دستگیر شد؛ و این موضوع باعث بروز تنش در سطح کشور در اردیبهشت ماه ۱۳۵۸ گشت. محمد غرضی علت دستگیری مجتبی طالقانی را دست داشتن در هفده فقره قتل و قتل مستقیم محبوبه افرا اعلام کرد. این اتهام پس از بررسی توسط دادستان کل کشور مهدی هادوی رد شد. از دیگر افرادی که گفته می‌شود در این ماجرا نقش داشته‌است بهزاد نبوی از رهبران سازمان مجاهدین انقلاب اسلامی بود.
این عمل سپاه با محکومیت توسط تمامی گروه‌های انقلاب همراه بود و با معلوم شدن چگونگی ماجرا، شورای انقلاب بازداشت فرزندان آیت‌الله طالقانی را محکوم کرده و با دخالت دژبانِ پادگان جمشیدیه، محمد غرضی بازداشت شده و به نزد آیت‌الله طالقانی آورده می‌شود و بعد از آن با آزادی فرزندان طالقانی و عروس او و حضور مسئولین وقت کشور مانند بازرگان، بهشتی و هاشمی و … غرضی آزاد می‌شود. در همین زمان گروهی از افراد تحت هدایت محمد بشارتی و محسن رفیق دوست به فرماندهی علی دانش‌منفرد منزل آیت‌الله طالقانی را محاصره می‌کنند که بعد از پایان این محاصره و برخوردِ پیش آمده، آیت الله طالقانی به عنوان اعتراض مدتی را از صحنه سیاسی انقلاب کناره گرفت و در باغ شاه حسینی بدون تماس با انقلابیون حضور یافت. این اعتراض با دخالت روح‌الله خمینی به نفع طالقانی و به دنبال یک دیدار دو طرفه و بیان مشکلات موجود پایان یافت.
مجتبی طالقانی پس از درگذشت پدرش از ایران خارج شده و مدتی با شورای ملی مقاومت ایران همکاری کرد و سپس از این مجموعه جدا شد. او بر این عقیده است که فوت سید محمود طالقانی مشکوک بوده‌است.